# نانسی (۱۷۷۵)
نانسی (۱۷۷۵) (به انگلیسی: Nancy (1775)) یک کشتی بود. این کشتی در سال ۱۷۷۵ ساخته شد.